# Hexapora curtisii
Hexapora curtisii är en lagerväxtart som beskrevs av Joseph Dalton Hooker. Hexapora curtisii ingår i släktet Hexapora och familjen lagerväxter. Inga underarter finns listade i Catalogue of Life.